# 长坪镇 (南部县)
长坪镇，是中华人民共和国四川省南充市南部县下辖的一个乡镇级行政单位。2019年10月，撤销三清乡，将其所属行政区域划归长坪镇管辖。

## 行政区划
长坪镇下辖以下地区：
天桥村、印山村、三邑村、穿心村、康庄村、天井村、双沟村、小沟村、龙滩村和侯坪村，桡片村、罗寂村、宝瓶村、乐垭村、积极村、南垭村、真相村、庞家村、钟山村、元坝村、檬树村和大锣村。